# Tháng 8 năm 2005
Trang này liệt kê những sự kiện quan trọng vào tháng 8 năm 2005.

## Thứ hai, ngày1 tháng 8
- Quốc vương Fahd của Ả Rập Xê Út qua đời tại một bệnh viện ở Riyadh. Hoàng thái đệ Abdullah được nối ngôi Quốc vương của Ả Rập Xê Út và Chủ của nhà Saudi. BBC Đất Việt Lưu trữ ngày 14 tháng 12 năm 2005 tại Wayback Machine VnMedia[liên kết hỏng] VNN VOA
- Phó tổng thống John Garang của Sudan, nhân vật quan trọng về hiệp ước hòa bình mới để kết thúc Nội chiến Sudan lần thứ hai, bị mất trong vụ rớt máy bay gần biên giới Uganda-Sudan. BBC BBC Nhân dân VnMedia Lưu trữ ngày 26 tháng 4 năm 2006 tại Wayback Machine VNN VOA VOA

## Thứ ba, ngày2 tháng 8
- Chuyến bay Air France 358 trượt qua đường băng tại Phi trường Quốc tế Pearson ở Toronto (Canada) khi đáp xuống và bị bốc cháy vào một con suối gần đấy. Không ai thiệt mạng, nhưng có 14 người bị thương nhẹ. BBC Calitoday Lưu trữ ngày 10 tháng 12 năm 2005 tại Wayback Machine Người Việt Lưu trữ ngày 27 tháng 10 năm 2007 tại Wayback Machine VNN VOA

## Thứ tư, ngày3 tháng 8
- Tổng thống Maaouya Ould Sid'Ahmed Taya của Mauritanie bị quân đội đảo chính khi ông dự lễ tang của Quốc vương Fahd ở Ả Rập Xê Út. BBC
- Mahmoud Ahmadinejad nhậm chức Tổng thống Iran thứ sáu, dẫn sau Mohammad Khatami. VNN VOA VOV Lưu trữ ngày 17 tháng 12 năm 2005 tại Wayback Machine

## Chủ nhật, ngày7 tháng 8
- Ông Peter Jennings, người phụ trách chương trình tin tức ABC World News Tonight ở Hoa Kỳ nhiều năm, từ trần vì bệnh ung thư phổi, thọ 67 tuổi. BBC VNN VOA

## Thứ hai, ngày8 tháng 8
- Ở Fortaleza (Ba Tây), một lũ đào đường hầm dưới Nhà băng Trung ương để ăn cướp 156 triệu đồng real tiền mặt (gần 70 triệu Mỹ kim), có thể là vụ ăn cướp lớn nhất trong lịch sử. BBC VOA
- Giáo sư sử học Trần Quốc Vượng qua đời tại Hà Nội vì bệnh ung thư thực quản, thọ 71 tuổi. BBC VNN

## Thứ ba, ngày9 tháng 8
- Tàu vũ trụ Discovery của NASA đáp xuống thành công tại Căn cứ không quân Edwards ở Ca Li (Mỹ), kết thúc phi vụ STS-114. BBC Calitoday Lưu trữ ngày 10 tháng 12 năm 2005 tại Wayback Machine VNN VOA

## Thứ năm, ngày11 tháng 8
- Salva Kiir Mayardit tuyên thệ nhậm chức phó tổng thống Sudan, kế nhiệm John Garang vừa mới qua đời. VOA

## Thứ sáu, ngày12 tháng 8
- Bộ trưởng ngoại giao Sri Lanka Lakshman Kadirgamar bị ám sát tại Colombo. BBC VNN VOA
- Một tên lửa Atlas V phóng Mars Reconnaissance Orbiter trong chuyến đi 7 tháng đến sao Hỏa. BBC Calitoday Lưu trữ ngày 10 tháng 12 năm 2005 tại Wayback Machine VNN VOA
- Các nhà nghiên cứu lần đầu tiên đã nhận ra được một từ trong hệ thống kết nút khipu của dân Inca cổ.

## Thứ ba, ngày16 tháng 8
- Phi hành gia Nga Sergei K. Krikalev, trên Trạm Không gian Quốc tế từ ngày 15 tháng 4, đã đạt kỷ lục ở ngoài không gian trên 748 ngày trong 20 năm sự nghiệp.
- Giáo hoàng Benedict XVI tham dự Đại hội Giới Trẻ Thế giới tại Köln, Đức trong chuyến đi nước ngoài đầu tiên trên cương vị hiện nay.

## Thứ năm, ngày18 tháng 8
- Quân đội Israel đang dời các người biểu tình ra khỏi một giáo đường tại Neve Dekalim thuộc Dải Gaza trong cuộc rút người ra khỏi dải này của Israel.

## Thứ sáu, ngày19 tháng 8
- Cựu thủ lĩnh quân phiến loạn Hutu Pierre Nkurunziza được bầu làm tổng thống Burundi trong cuộc tổng tuyển cử đầu tiên từ khi Nội chiến Burundi bắt đầu năm 1993.
- Phong trào Mặt trận Polisario tại Tây Sahara thả tự do 404 tù binh cuối cùng như một cử chỉ nhằm chấm dứt xung đột vũ trang với Moroc đang ứ đọng từ khi ngừng bắn năm 1991.

## Chủ nhật, ngày21 tháng 8
- Giáo hoàng Bênêđictô XVI kết thúc Đại hội Giới Trẻ Thế giới năm 2005 với lễ ở Köln (Đức), hơn 800.000 người có mặt, và tuyên bố là Đại hội lần sau sẽ tổ chức tại Sydney (Úc) vào năm 2008.
- Các nhà nghiên cứu ở Đại học Leiden kiếm thấy bản gốc về ngưng tụ Bose-Einstein (BEC) do Albert Einstein viết vào năm 1924.
- Tại Việt Nam Cách mạng tháng 8 năm 1945 thành công mở ra một giai đoạn lịch sử vẻ vang để tiếp sau đó ngày 02/09 Chủ tịch Hồ Chí Minh đọc Tuyên ngôn độc lập khai sinh ra đất nước Việt Nam như ngày nay.

## Chủ nhật, ngày28 tháng 8
- Chính phủ tiểu bang Louisiana (Mỹ) bắt tất cả mọi người phải sơ tán hoặc đi trón, trước khi cơn bão Katrina tiếp tục mạnh lên và tiến gần thành phố New Orleans như cơn bão cấp 5. Hàng trăm nghìn người dân New Orleans đã nhận lệnh sơ tán. Nhiều vùng từ Louisiana đến Florida sẽ bị ảnh hưởng, nhưng nguy hiểm nhất là New Orleans vì thành phố này nằm dưới mặt nước biển và sẽ bị lụt. BBC VOA

## Thứ ba, ngày23 tháng 8
- Chuyến bay TANS Peru 204 bị rớt gần near Pucallpa, Peru, với 100 người. Ít nhất 41 người đã thiệt mạng trên tai nạn máy bay này, lần thứ năm trong tháng 8 năm 2005.
- Tổng thư ký Liên Hợp Quốc Kofi Annan thăm Zinder, Niger, nơi đang bị nạn đói.

## Thứ tư, ngày24 tháng 8
- Công nhân đường sắt đặt đường ray trên đèo Tanggula ở Tây Tạng, ở độ cao 5.072 m trên mặt biển. Khúc đường sắt này nằm trên tuyến đường sắt Thanh Hải-Tây Tạng và nó là đường sắt cao nhất thế giới.

## Thứ năm, ngày25 tháng 8
- Bảy người đã bị thiệt mạng khi Cơn bão Katrina đổ bộ vào tiểu bang Florida, Hoa Kỳ.

## Thứ sáu, ngày26 tháng 8
- Dự thảo hiến pháp Iraq vẫn tiếp diễn sau khi đã được gia hạn hai lần.

## Thứ bảy, ngày27 tháng 8
- Cơn bão Katrina được nâng cấp thành bão cấp 3 có gió đến 183 km/h (115 mph) và bắt đầu tiến đến New Orleans, Louisiana, sau khi làm thiệt mạng 7 người ở tiểu bang Florida (Mỹ). Các nhà khí tượng học dự báo rằng cơn bão này sẽ lên đến cấp 4 hay cấp 5 trước khi đổ bộ tại vùng Đông Nam Louisiana. Calitoday Lưu trữ ngày 10 tháng 12 năm 2005 tại Wayback Machine Người Việt Lưu trữ ngày 27 tháng 11 năm 2005 tại Wayback Machine VOA